# Jorge Lavalle Maury
Jorge Luis Lavalle Maury (San Francisco de Campeche, Campeche, 16 de julio de 1975) es un político mexicano exmilitante del Partido Acción Nacional, senador de la república de Primera Minoría por el estado de Campeche de 2012 a 2018.

## Formación y vida privada
Lavalle Maury nació en San Francisco de Campeche, Campeche el 16 de julio de 1975 y es Contador Público por el Instituto Tecnológico y de Estudios Superiores de Monterrey, del que se recibió en 1998. De 1998 a 2006 ejerció en diversas empresas del sector privado y múltiples organismos empresariales.

## Servicio público
De 2006 a 2009, Lavalle fue titular de la Oficina de Servicios Federales de Apoyo a la Educación de la Secretaría de Educación Pública en Campeche y entre 2009 y 2010 director general del Programa Opciones Productivas de la Secretaría de Desarrollo Social. Finalmente, de 2010 a 2011 delegado de la Secretaría de Desarrollo Social en Campeche.

## Carrera política
En 2007 se afilió al Partido Acción Nacional y en 2009 fue coordinador de la campaña a gobernador de Mario Ávila Lizárraga. En las elecciones de 2012 fue candidato a senador de la república por Campeche en fórmula con Nelly Márquez Zapata, fue elegido senador por el principio de primera minoría para las LXII y LXIII Legislaturas para el periodo comprendido de 2012 a 2018. El 30 de junio de 2018 fue expulsado del PAN.

## Publicaciones
Ha escrito para diversos medios de comunicación en México actualmente participa todos los jueves para El Heraldo de México con una columna sobre el sector energético.